# Procambridgea ourimbah
Procambridgea ourimbah là một loài nhện trong họ Stiphidiidae.
Loài này thuộc chi Procambridgea. Procambridgea ourimbah được V. T. Davies miêu tả năm 2001.